# 최원우
최원우(1988년 10월 13일 ~ )는 대한민국의 축구선수이다.

## 학력
- 포항제철초등학교
- 포항제철중학교
- 포항제철공업고등학교

## 가족
- 아버지 최순호

## 경력
- 2006년 ~ 2010년 경남 FC
- 2008년 광주 상무 불사조

## 수상내역
- 춘계고교연맹전 수비상